# Torpedowce typu Ciclone
Torpedowce/niszczyciele eskortowe typu Ciclone były włoskimi okrętami pełniącymi służbę podczas drugiej wojny światowej. Były powiększoną wersją torpedowców typu Orsa, z polepszoną statecznością i lepszym uzbrojeniem przeciw okrętom podwodnym. Zbudowano je w ramach programu mobilizacji wojennej w latach 1942-1943.

## Okręty
| okręt       | Stocznia        | Zbudowany          | Los |
| ----------- | --------------- | ------------------ | --- |
| Aliseo      | Navalmeccanica  | 20 września 1942   | Przekazany w ramach reparacji wojennych Jugosławii, gdzie służył jako "Biokowo"                                           |
| Animoso     | Ansaldo, Genua  | 15 kwietnia 1942   | Przekazany w ramach reparacji wojennych ZSRR                                                                              |
| Ardente     | Ansaldo, Genua  | 27 maja 1942       | Zatopiony w wyniku kolizji z niszczycielem „Grecale” 12 stycznia 1943                                                     |
| Ardimentoso | Ansaldo, Genua  | 27 June 1942       | Przekazany w ramach reparacji wojennych ZSRR                                                                              |
| Ardito      | Ansaldo, Genua  | 16 March 1942      | Przejęty przez Niemców we wrześniu 1943, służył jako TA-26. Zatopiony 15 czerwca 1944 przez amerykańskie kutry torpedowe. |
| Ciclone     | CRDA, Trieste   | 1 marca 1942       | Zatonął na minach 8 marca 1943                                                                                            |
| Fortunale   | CRDA, Trieste   | 18 kwietnia 1942   | Przekazany w ramach reparacji wojennych ZSRR                                                                              |
| Ghibli      | Navalmeccanica  | 28 lutego 1943     | Przejęty przez Niemców we wrześniu 1943, lecz nie naprawiony. Samozatopiony przez załogę w La Spezia 25 kwietnia 1945     |
| Groppo      | Navalmeccanica  | 19 kwietnia 1943   | Zatonął 25 maja 1943, w wyniku bombardowania                                                                              |
| Impavido    | CT Riva Trigoso | 24 lutego 1943     | Przejęty przez Niemców we wrześniu 1943, służył jako TA-23. Zatonął na minach 25 kwietnia 1944                            |
| Impetuoso   | CT Riva Trigoso | 20 kwietnia 1943   | Samozatopiony przez załogę 11 września 1943                                                                               |
| Indomito    | CT Riva Trigoso | 6 lipca 1943       | Przekazany w ramach reparacji wojennych Jugosławii, służył jako "Trigław"                                                 |
| Intrepido   | CT Riva Trigoso | 8 wrzesnienia 1943 | Przejęty przez Niemców we wrześniu 1943, służył jako TA-25. Zatopiony 21 czerwca 1944 przez amerykańskie kutry torpedowe  |
| Monsone     | Navalmeccanica  | 7 czerwca 1942     | Zatopiony 21 czerwca 1944                                                                                                 |
| Tifone      | CRDA Trieste    | 31 marca 1943      | Samozatopiony w Tunisie, 7 maja 1943                                                                                      |
| Uragano     | CRDA Trieste    | 3 maja 1942        | Zatonął na minach 3 lutego 1943                                                                                           |